# Pseudosympycnus perornatus
Pseudosympycnus perornatus is een vliegensoort uit de familie van de slankpootvliegen (Dolichopodidae). De wetenschappelijke naam van de soort werd voor het eerst geldig gepubliceerd in 1967 door Robinson.